# 东庄
东庄是中国广东省广州市从化区的一个自然村。在江埔街道东南面约6千米，属下罗村管辖。1998年时，全村人口202人。